# Protestas en Argelia de 2019-2020
Las protestas en Argelia también conocido como "Hirak argelino" se iniciaron el 16 de febrero de 2019 a nivel local en Kherrata en la provincia de Bugía reclamando la renuncia del presidente Abelaziz Buteflika a un quinto mandato en las elecciones inicialmente convocadas para el 18 de abril de 2019. Los siguientes días se fueron extendiendo a través de las redes sociales hasta culminar el 22 de febrero en una convocatoria seguida a nivel nacional. El 22 de febrero es así la fecha considerada como aniversario de este movimiento. Desde un principio ya se identificaron las protestas como una movilización sin precedentes desde 1999, final de la guerra civil argelina. El 11 de marzo el presidente Buteflika anunció su renuncia a un quinto mandato. El siguiente paso fue un cambio de gobierno y el primer ministro Ahmed Ouyahia fue reemplazado por Nuredin Bedui, hasta entonces ministro del Interior. La movilización en la calle continuó y el 2 de abril Buteflika renunció a su cargo. El 9 de abril fue elegido presidente interino Abdelkader Bensalah, presidente del Consejo de la Nación de Argelia, la cámara alta del Parlamento de Argelia desde 2002. Un día después Bensalah anuncia un proceso de transición y nueva convocatoria electoral para el 4 de julio. 
Desde el 1 de abril se han iniciado una serie de detenciones. El primer detenido fue Ali Haddad, uno de los hombres más ricos del país, expresidente del círculo de empresarios, y uno de los hombres próximos a Said Buteflika, hermano del presidente y hombre fuerte del país. Haddad intentaba salir del país a través de la frontera tunecina. Un mes después, el 4 de mayo, es el propio Said Buteflika quien es detenido junto a dos generales responsables de los servicios secretos en los últimos años, el histórico Mohamed Mediene, alias Tufik, y el general Atmán Tartag alais Bachir que sustituyó a Tufik los cuatro últimos años y que dimitió el mismo día que el presidente Buteflika, el 2 de abril. El 9 de mayo ingresa también en prisión Louisa Hanun, líder del Partido de los Trabajadores de Argelia. 

## Contexto

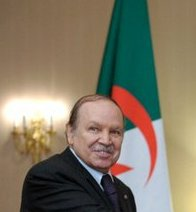
Abdelaziz Buteflika, líder de Argelia entre 1999 y 2019. Imagen de 2009.

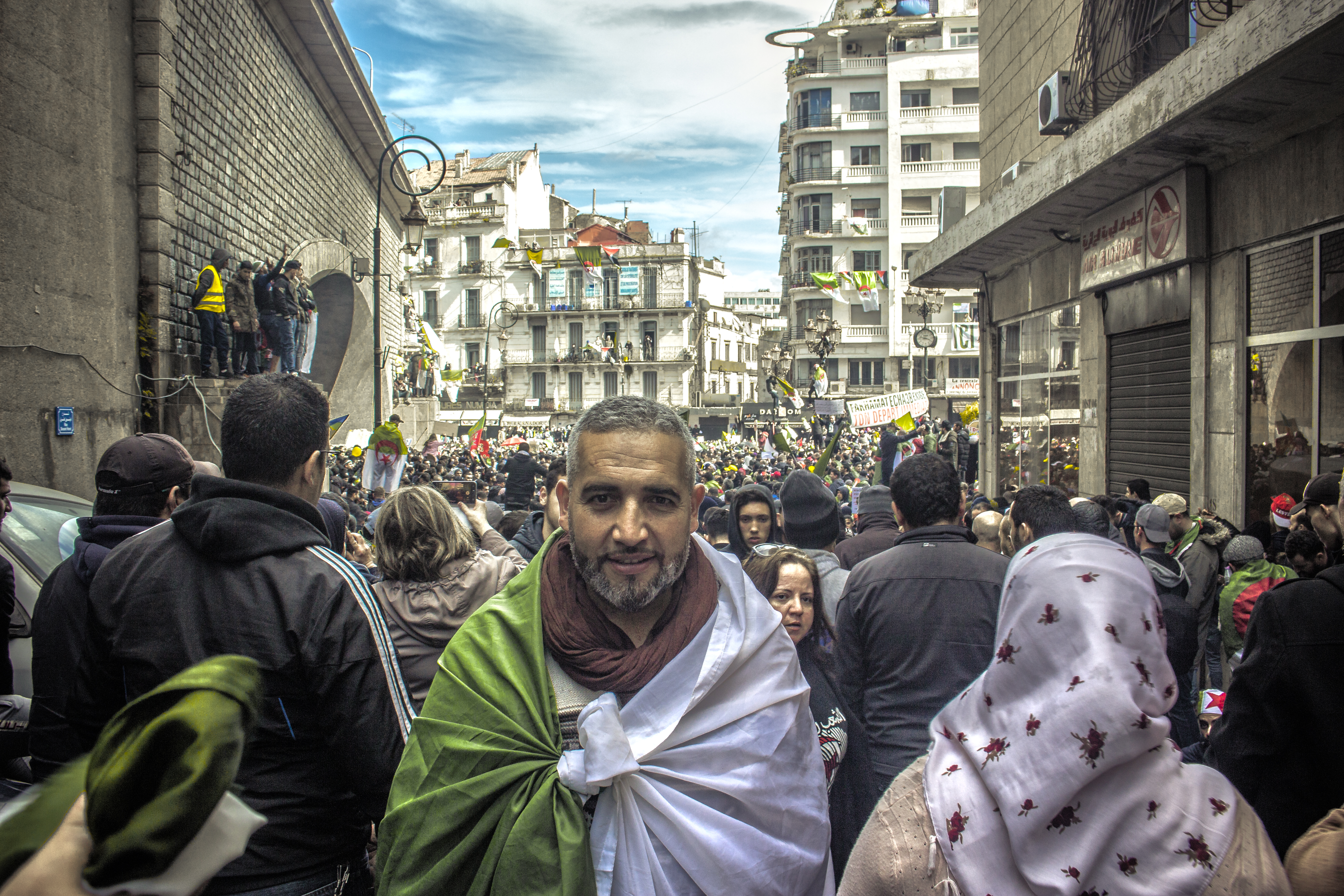
Hirak (22 de febrero de 2019)

El último mensaje a la nación de Abdelaziz Buteflika es de 2012. A pesar de los graves problemas de salud del presidente Buteflika que sufrió en abril de 2013 un infarto cerebral y que desde entonces va en silla de ruedas y raramente aparece en público, este ganó las elecciones presidenciales de 2014 y en febrero de 2019 ha anunciado que sería nuevamente candidato para un quinto mandato. En los últimos años la persona que ha tenido acceso permanente al presidente y quien ha llevado las riendas del país es su hermano Saïd Buteflika como consejero especial de presidencia.

## Antecedentes
Las protestas contra Buteflika comenzaron hace meses en los estadios de fútbol. En 2018 el cántico de un grupo de hinchas del equipo USM Alger, titulado Casa del Muradia recibió más de un millón de visitas en YouTube. La canción juega con el nombre del palacio presidencial, Muradia, y con el título de la serie española La casa de papel, difundida en el extranjero por Netflix y alude a la guerra civil argelina, la crisis del país y la salud de Buteflika. «No hay un presidente, sino una imagen» dicen en uno de los cánticos. En los últimos meses de diciembre de 2018 aumentaron las detenciones de periodistas, artistas, futbolistas. El 25 de diciembre el periodista Adlene Mellah fue condenado a un año de cárcel.
El 45 por ciento de la población argelina tiene menos de 25 años. Desde marzo de 2013 hay protestas en Ouargla, en el sur del país, donde la población se siente olvidada.

## Candidaturas a la presidencia
El 3 de marzo de 2019 a las 24 horas se cerró el plazo oficial para presentar candidaturas a la presidencia de Argelia. A primera hora del día solo cuatro candidatos habían presentado su candidatura: Abdelaziz Belaïd, tránsfuga del FLN formación de Buteflika -creó en 2011 el Frente Al-Mustakbel- y que en las elecciones de 2014 logró el 3 % de votos, Abdelkader Bengrina, presidente del Movimiento El Bina (islamista), Ali Zeghdoud, presidente del pequeño partido Rassemblement algérien (RA) y Abdelkrim Hamadi, independiente. 
Durante la tarde del día 3 el nuevo responsable de la campaña presidencial de Buteflika presentó la candidatura en su nombre. Como protesta el Partido de los Trabajadores renunció por primera vez desde 2004 a presentar candidatura por la contestación de la calle y el Consejo Consultivo del Movimiento de la Sociedad por la Paz (MSP) retiró a su candidato presidencial, Abderrazak Makri.

## Consecuencias de las protestas
El 11 de marzo de 2019 el presidente Buteflika anunció el aplazamiento sine die de las elecciones presidenciales asegurando que entregaría el poder a un sucesor elegido en una votación organizada tras la celebración de una conferencia nacional cuya misión es "reformar Argelia y modificar la Constitución".  Un día después, el 12 de marzo se produce un cambio de gobierno. Nuredin Bedui hasta ahora ministro del Interior es nombrado Primer Ministro en sustitución de Ahmed Ouyahia. Se anuncia la creación de una vicepresidencia que ocupa el diplomático y político Ramtane Lamamra.
El 18 de marzo en un mensaje con motivo de la celebración de la fiesta de la independencia de Argelia que se celebra el 19 de marzo Buteflika asegura que la conferencia nacional será la encargada de "cambiar el régimen de gobierno" de Argelia y "renovar los sistemas político, económico y social" y que se celebrará "en un muy próximo futuro" pero no fija fecha concreta. Las manifestaciones de protesta continúan.

### Nuevo gobierno
El 31 de marzo de 2019 se nombra un nuevo gobierno encabezado por el Primer Ministro Noureddine Bedoui con 27 miembros. Sólo 6 de ellos formaban parte del anterior equipo de Uyahia. Ahmed Gaïd Salah se mantiene como viceministro de Defensa a pesar de que en las manifestaciones se ha reclamado su dimisión. Sabri Boukadoum es nombrado Ministro de Asuntos Exteriores, Salaheddine Dahmoune Ministro de Interior y Meriem Merdaci ministra de Cultura. Desaparece del nuevo gobierno oficial el nombre de Ramtane Lamamra a pesar de que el 12 de marzo fue anunciado que ocuparía la vicepresidencia del gobierno y el Ministerio de Exteriores.

### Petición de inhabilitación del presidente
El martes 26 de marzo el jefe del Ejército, Ahmed Gaid Salah, pidió la inhabilitación de Buteflika. Se sumaron a la petición en las siguientes horas la Agrupación Nacional para la Democracia (RND), principal socio del FLN en la coalición de Gobierno y la Unión General de Trabajadores (UGTA), órgano sindical del régimen. El jueves 28 de marzo dimitió el jefe de la patronal, Alí Haddad (FCE), considerado próximo a Buteflika y la cara más visible de la oligarquía financiera argelina de los últimos años.

### Renuncia de Buteflika
El día 2 de abril de 2019, el Presidente de Argelia Abdelaziz Buteflika, presentó su renuncia al cargo tras semanas de protestas masivas contra la posibilidad de que éste optara a un quinto periodo. Cuando se conoció la noticia miles de personas salieron a la calle para celebrarlo. Una de las últimas imágenes de Buteflika fue con una túnica blanca (Kamis, traje tradicional de Argelia), entregando su renuncia al presidente del Consejo Constitucional, Tayeb Belaiz.

### Detenciones
El 1 de abril de madrugada fue detenido Ali Haddad, uno de los hombres más ricos del país, jefe de la patronal y próximo a Said Buteflika, hermano del expresidente Buteflika y hombre fuerte de Argelia en los últimos años. Haddad fue detenido mientras intantaba salir del país a través de la frontera de Túnez. El 22 de abril fueron detenidos otros empresarios ligados también a Said Buteflika, los cuatro hermanos Kuninef. El 4 de mayo fueron detenidos el propio Saïd Buteflika, el general en la reserva Mohamed Mediene, alias Tufik, jefe de los servicios secretos de Argelia de 1990 a 2015 y su sucesor el general Atmán Tartag, alias Bachir, considerado también otro aliado de Buteflika. Están acusados de "atentar contra la autoridad militar" y de "complot contra el estado".
Ingresa en prisión Louisa Hanun, líder del Partido de los Trabajadores de Argelia. Había sido convocada en el marco de las investigaciones de las detenciones previas de Saïd Buteflika.

### Indultos
El 18 de febrero de 2021 el presidente argelino Tabboune anunció el indulto y la liberación de unos 60 activistas, presos de opinión, entre los que se encuentra la liberación del periodista Khaled Drareni.

## Cronología

### Febrero
- 10 de febrero. El presidente Buteflika anuncia a través de una carta dirigida a la nación a través de la APS (Agencia de Prensa Argelina) que opta por ser candidato a un quinto mandato presidencial. Sobre su estado de salud dice «Por supuesto, yo no tengo las mismas fuerzas físicas que antes, cosa que jamás he ocultado a nuestro pueblo, pero jamás me ha faltado la voluntad inquebrantable de servir a nuestra patria».[24]
- 22 de febrero. Primera manifestación convocada a través de las redes sociales contra el quinto mandato del Presidente Buteflika.
- 24 de febrero. El presidente es hospitalizado en Ginebra.[25]
- 28 de febrero. El primer ministro Ahmed Ouyahia advierte que «Argelia no es Siria» ante las protestas convocadas.[26]

### Marzo
- 1 de marzo. Miles de personas se manifiestan en Argel y otras ciudades argelinas. La policía en Argel intentó impedir a los manifestantes el acceso a la Plaza del 1.º de mayo. Durante la noche del sábado al domingo la policía lanzó granadas lacrimógenas para impedir que un grupo de jóvenes que se encuentran a 1,5 kilómetros del palacio presidencial se acerquen más.[26] La jornada se saldó con 183 heridos[13] y un hombre de 56 años muerto por un ataque al corazón. Según la policía 56 policías resultaron heridos. Hay 45 personas detenidas. El Presidente Buteflika sigue hospitalizado en Ginebra. El Movimiento de la Sociedad por la Paz (MSP) el principal partido islamista legal en Argelia emitió una declaración de apoyo a las masivas protestas destacando su carácter pacífico.[13]
- El 2 de marzo de 2019 se anuncia el nombramiento de un nuevo director de campaña presidencial: Abdelghani Zalàne, sustituyendo a Abdelmalek Sellal que dirigió exitosamente las campañas previas de 2004, 2009 y 2014. Algunos analistas lo interpretan como una reacción a las protestas en la calle.[27] Sellal, el director de campaña de Buteflika, había sido el primer miembro cercano al presidente en aludir a las protestas. «Os aseguro que los próximos días habrá calma», declaró a varios periodistas. «El pueblo tiene derecho a expresarse como desee. Pero incluso si los jóvenes no están de acuerdo [con la política del régimen] es esencial salvaguardar la estabilidad del país».[6]
- 3 de marzo. Protestas de estudiantes en diferentes puntos del país. Terminó el plazo para la presentación de candidaturas a la presidencia de Argelia. El responsable de la campaña presidencial de Buteflika presenta su candidatura.[11][28]
- 5 de marzo. Continúan las protestas de estudiantes en Argel y en otras ciudades argelinas como Ain Temouchent, Constantina, Batna, Bouira, Guelma, Annaba y Blida por tercer día consecutivo.[29]
- 8 de marzo. Manifestación por tercer viernes consecutivo en Argelia contra el régimen del presidente Abdelaziz Buteflika liderado por las mujeres con motivo del Día de la Mujer. Decenas de miles de mujeres desbordan la calles de Argel en una movilización feminista y nacionalista.[30]
- 8 de marzo. Inicio del trámite legal en Ginebra para incapacitar a Buteflika. Saskia Ditisheim, presidenta de la rama suiza de la ONG Abogados Sin fronteras, pide en representación de un ciudadano argelino cuyo nombre no ha trascendido, que Buteflika sea puesto bajo tutela por considerar que está incapacitado y corre peligro de ser manipulado por su entorno. El trámite se ha iniciado en el Tribunal de Protección de Niños y Adultos, donde solicita nombrar uno o varios tutores para hacerse cargo de Buteflika.[31][32]
- 9 de marzo. El ministerio local de Educación Superior en un comunicado informa que las vacaciones de primavera del estudiantado, previstas para el 20 de marzo, se adelantan a este domingo día 10 sin explicar las razones.[33]
- 10 de marzo. Preparativos para que Buteflika deje el hospital de Ginebra y regrese a Argelia.[34]
- 11 de marzo. Buteflika renuncia a presentarse a un quinto mandato y se retrasan las elecciones presidenciales anunciadas para el 18 de abril.[14] Nuredin Bedui, hasta ahora ministro del Interior, fue nombrado primer ministro en reemplazo de Ahmed Uyahia. Estará rodeado de un vice primer ministro, Ramtan Lamamra, nombrado también ministro de Relaciones exteriores puesto que ocupó entre 2013 y 2017.[35]
- 12 de marzo. Buteflika plantea convocar una conferencia nacional con personalidades que se encargarían de pilotar la transición y crear un comité electoral que convoque elecciones presidenciales.[15]
- 15 de marzo. Nuevo viernes de protestas en Argel. Por cuatro viernes consecutivos, el primer viernes de protesta tras la suspensión de elecciones presidenciales, cientos de miles de personas salieron a la calle para protestar por la prolongación del mandato de Abdelaziz Buteflika en las principales ciudades: Argel, Orán, Constantina, Annaba, Bejaia, Tizi Uzu, Bumerdes.[36]
- 19 de marzo. Fiesta que conmemora la independencia de Argelia. Miles de estudiantes protestan en las calles de Argel. A la movilización se han sumado profesores y empleados del sector médico.[16]
- 26 de marzo el jefe del Ejército, Ahmed Gaid Salah, pide la inhabilitación de Buteflika. La UGTA secunda la petición al igual que el principal socio de gobierno del FLN el RND.[19]
- 28 de marzo dimite el jefe de la patronal Alí Haddad, próximo a Buteflika y uno de los hombres más ricos del país.
- 29 de marzo. Cientos de miles de argelinos salieron por sexto viernes consecutivo a las calles pidiendo un cambio de régimen y reclaman la dimisión del que ha sido Jefe del Ejército durante 15 años Ahmed Gaid Salah.[19]
- 31 de marzo. El presidente Buteflika anuncia los nombres de un nuevo gobierno que encabeza el primer ministro Nuredin Bedui. Sólo 6 de los 27 miembros del gabinete que formaban parte del anterior gobierno de Uyahia se mantienen, entre ellos el Viceministro de Defensa y Jefe del Estado Mayor del Ejército Ahmed Gaïd Salah, a pesar de que en las últimas manifestaciones se ha reclamado con insistencia su dimisión.[17] Desaparece del nuevo gobierno oficial el nombre de Ramtane Lamamra a pesar de que el 12 de marzo fue anunciado que ocuparía la vicepresidencia del gobierno y el Ministerio de Exteriores.[18]
- 31 de marzo. Se expulsa de Argelia al periodista tunecino Tarek Amara corresponsal de la agencia Reuters.[37]

### Abril
- 1 de abril de madrugada. Es detenido el empresario Ali Haddad mientras intentaba salir del país por la frontera de Túnez.[38]
- 2 de abril. El presidente Buteflika renuncia a su cargo.[39]
- 5 de abril. Séptimo viernes de manifestaciones. Cientos de miles de argelinos vuelven a salir a las calles reclamando la dimisión de quienes quieren pilotar la transición.[40] Se conoce públicamente la marcha del responsable de los servicios secretos, el general Athmane Tartag, alias Bachir, quien había presentado su dimisión a Buteflika el martes. Tartag sustituyó al general general Mohamed Mediene que dirigió esos servicios durante 25 años. Desde ahora las tres direcciones generales de la DRS pasan al Ejército, con Ahmed Gaid Salah al frente, en lugar de la presidencia.[40]
- 6 de abril. El Parlamento de Argelia anuncia que se reunirá el martes para nombrar presidente interino.[41]
- 9 de abril. El Parlamento de Argelia elige como presidente interino a Abdelkader Bensalah, presidente del Senado durante 17 años. Bensalah tiene el mandato de asumir la presidencia de forma interina durante tres meses, como indica la Constitución de Argelia aunque no es de agrado de los manifestantes que lo consideran parte del régimen que apoyo Buteflika. Los manifestantes reclaman "una verdadera transición" dirigida por hombres íntegros y no por miembros del actual círculo de poder, como es el caso de Bensalah.[42][43]
- 10 de abril. El presidente interino Abdelkader Bensalah anuncia una nueva convocatoria de elecciones presidenciales el 4 de julio.[44]
- 12 de abril. Por octavo viernes consecutivo continuaron las protestas en Argelia pese al anuncio de la convocatoria de elecciones. Los manifestantes consideran a Abdelkader Bensalah parte engranaje de Buteflika.[45]
- 20 de abril. Cientos de miles de personas vuelven a salir a las calles de Argel para participar en un nuevo viernes de protestas contra el actual régimen que ha ocupado el poder en Argelia tras la dimisión de Buteflika y para reclamar que el cambio en el gobierno se lleve a cabo de forma democrática. La marcha, pacífica.[46]
- 22 de abril. detenidos los cuatro hermanos Kuninef, empresarios ligados a Said Buteflika.[7]
- 23 de abril. Miles de estudiantes universitarios salieron a las calles de Argel en la que ya es la novena semana de protestas contra los mandatarios del país.[47]
- 26 de abril. Cientos de argelinos comenzaron a reunirse desde el amanecer del día 26 de abril de 2017 en el centro de Argel en el décimo viernes de protestas populares para exigir la caída completa y total desmantelamiento del régimen del expresidente Abdelaziz Bouteflika, forzado a dimitir hace tres semanas. Los congregados se apiñaron en las escaleras de la sede de correos, un majestuoso edificio de estilo otomano que es uno de los símbolos de Argel, entre fuertes medidas de seguridad y confinados en las aceras por la Policía Municipal, que trataba de mantener ininterrumpido el tráfico para evitar aglomeraciones de gente.[48][49]

### Mayo
- 4 de mayo. Detención de Said Buteflika, hermano del expresidente y exhombre fuerte del país y de dos generales en la reserva: Mohamed Mediene, alias Tufik, y el general Atmán Tartag alais Bachir que sustituyó a Tufik los cuatro siguientes años y que dimitió el mismo día que el presidente Buteflika, el 2 de abril.[7]
- 9 de mayo. Ingresa en prisión Louisa Hanun, líder del Partido de los Trabajadores de Argelia. Había sido convocada por el tribunal militar de Blida en el marco de las investigaciones de las detenciones previas de Saïd Buteflika.[22]
- 10 de mayo. Nuevo viernes de protestas.

### Diciembre
- 19 de diciembre. Abdelmadjid Tebboune asume la presidencia de Argelia tras unas elecciones con un porcentaje de abstención de voto del 60,07%.[50]

## Fin de las protestas
A mediados de marzo de 2020, debido a la pandemia de COVID-19, y a pesar de la organización de protestas adicionales, varias personalidades del mundo civil hicieron un llamado a suspender las manifestaciones, este llamado fue apoyado por partidos políticos cómo Jil jadid, el Frente de las Fuerzas Socialistas, la Agrupación por la Cultura y la Democracia, y el Partido de los Trabajadores.
El Presidente anunció el 17 de marzo la prohibición de las manifestaciones y de agrupaciones masivas de personas, sin importar su motivo, explicando que no es una limitación a las libertades individuales, pero sí una medida de salud pública.